# Joseph Cuvelier
Marie-Charles-Joseph-Theodore (Joseph) Cuvelier (Bilzen, 6 mei 1869 - Sint-Lambrechts-Woluwe, 29 december 1947) was een Belgische historicus en algemeen rijksarchivaris van 1913 tot 1935.

## Loopbaan

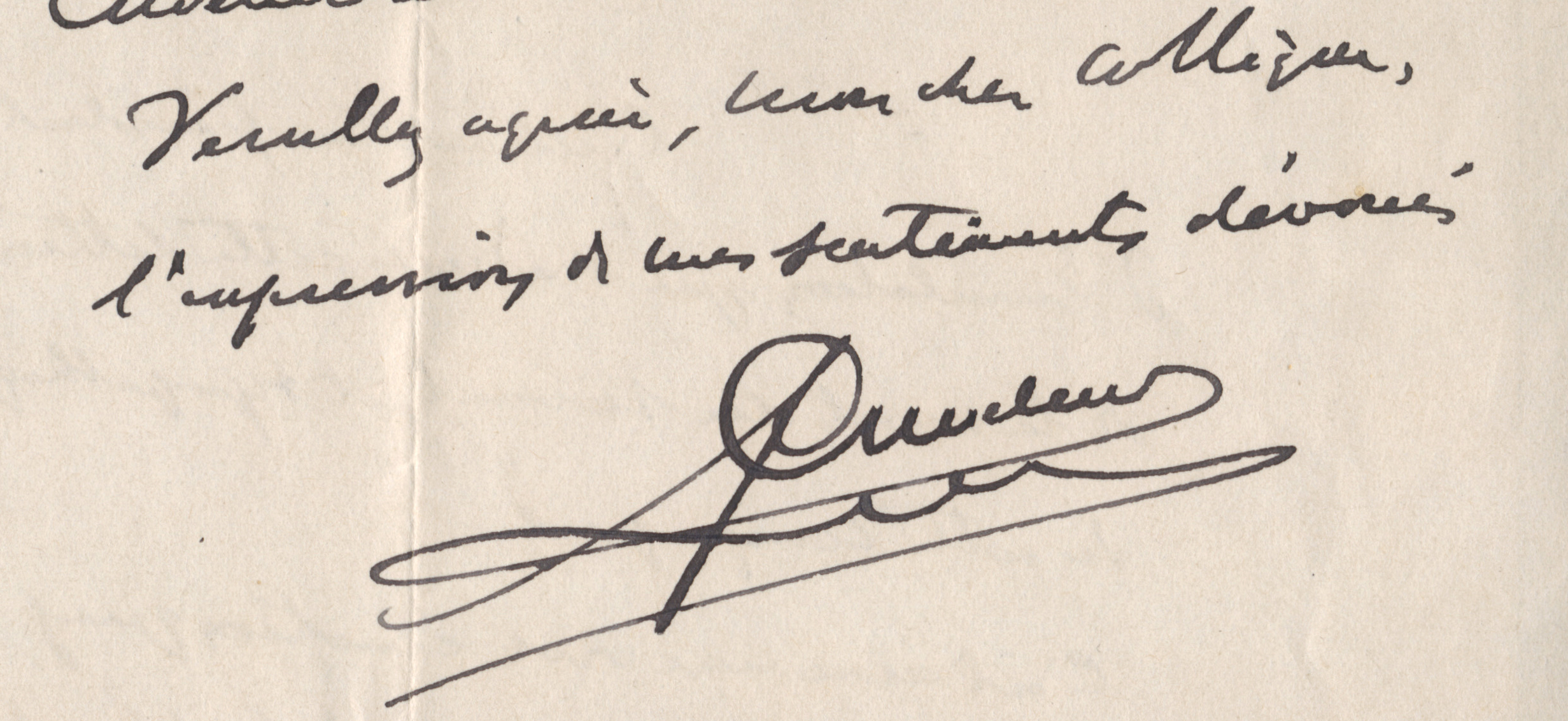
Autograaf met handtekening van Joseph Cuvelier

In 1892 promoveerde Cuvelier aan de Rijksuniversiteit Luik tot doctor in de geschiedenis. Twee jaar later trad hij in dienst in het Rijksarchief te Luik. In 1896 werd hij overgeplaatst naar het Rijksarchief te Brugge, waar hij de graad van adjunct-conservator kreeg. Hij werd lid van de in 1894 gestichte kunstminnende vereniging Chat Noir. Zijn volgende promotie was in 1900, toen hij onderafdelingshoofd ten persoonlijken titel werd in het Algemeen Rijksarchief in Brussel. Een vaste benoeming volgde twee jaar later. 1910 bracht een nieuwe promotie, tot afdelingshoofd. Cuvelier werd waarnemend algemeen rijksarchivaris op 31 mei 1912, op 25 februari 1913 volgde de definitieve aanstelling. De algemeen rijksarchivaris ging met pensioen op 31 december 1935.
Cuvelier was lid van vele genootschappen en verenigingen. 
- Van de Koninklijke Commissie voor Geschiedenis was hij vanaf 20 maart 1922 vast lid; op 25 november 1935 werd hij gekozen tot secretaris.
- Vanaf 1 december 1919 was hij corresponderend lid van de Koninklijke Academie van België, op 7 mei 1928 werd hij vast lid.
- De Koninklijke Vlaamsche Academie voor Taal- en Letterkunde nam Cuvelier op als corresponderend lid op 20 juni 1923.
- Hij was lid van de Koninklijke commissie voor de uitgave der oude wetten en verordeningen van België.
- Hij was lid van het Historisch Genootschap te Utrecht.
- Vanaf de oprichting in 1926 was hij voorzitter van de Koninklijke Commissie voor Toponymie en Dialectologie, wat hij bleef tot 1937.
- Hij was corresponderend lid van de Vereeniging van Archivarissen in Nederland.
- Hij was erelid van het Institut grand-ducal du Luxembourg, voor de afdeling historische wetenschappen.
- Hij was erelid van de Société d'Émulation de Bruges.
- Van 1935 tot 1946 was hij lid van de commissie die instond voor de uitgave van de Biographie Nationale.
- Hij was voorzitter van de Commission des petites Archives voor de provincie Brabant.
- Hij was algemeen secretaris van de Commission permanente des Congrès internationaux des Archivistes et Bibliothécaires.

## Een vernieuwer
Cuvelier was zich bewust van de noodzaak tot vernieuwing in het Belgische archiefwezen. Daarom werkte hij in 1903 mee aan de oprichting van de Revue des bibliothèques et archives de Belgique. De programmatekst voor het archivalisch luik van het tijdschrift was van zijn hand. Met uitspraken zoals "Le tâche de l’archiviste, selon nous, doit consister, exclusivement, à faire des travaux d’analyse qu’il mettra à la disposition de l’historien." betekende het een breuk met de negentiende-eeuwse archivistiek.
Cuvelier kreeg de kans zijn verwachtingen waar te maken. In 1907 had hij reeds mee de Vereniging van Archivarissen en Bibliothecarissen van België opgericht. De Handleiding voor het ordenen en beschrijven van archieven van Muller, Feith en Fruin vertaalde hij samen met Henry Stein naar het Frans. Hij kon ook op een andere manier afrekenen met de negentiende-eeuwse archivistiek. Kort na het overlijden van Edward Van Even in 1905 - die meer dan vijftig jaar stadsarchivaris van Leuven was geweest - begon hij namelijk met het herinventariseren van het Leuvense stadsarchief. Van 1929 tot 1938 liet hij hiervan de inventaris in vier delen verschijnen.

## Eretekens
- Burgerlijk kruis eerste klasse voor moed en zelfopoffering, 1892
- Ridder in de Orde van de Leeuw en de Zon, 1905
- Ridder in de Leopoldsorde, 1911

## Voetnoten
1. ↑  J. CUVELIER, "Les archives", Revue des bibliothèques et archives de Belgique, 1 (1903), 11.
2. ↑  J. CUVELIER, Inventaire des archives de la ville de Louvain, 4 dln., Leuven, 1929-1938.

- Bibliothèque nationale de France: cb12704691d (data)
- Gemeinsame Normdatei: 123020395
- International Standard Name Identifier: 0000 0001 0893 3217
- Library of Congress Control Number: nr96029474
- Nationale Bibliotheek van Israël: 987007572217405171
- Nederlandse Thesaurus van Auteursnamen: 069999627
- Système universitaire de documentation: 088041417
- Virtual International Authority File: 44422372
- WorldCat: E39PBJkD9mcQp7PQHBXb3jKGHC